# Văn Lãng
Văn Lãng là một huyện biên giới thuộc tỉnh Lạng Sơn, Việt Nam.

## Địa lý
Huyện Văn Lãng nằm ở phía bắc tỉnh Lạng Sơn, có vị trí địa lý:
- Phía đông giáp huyện Cao Lộc và thành phố Sùng Tả thuộc tỉnh Quảng Tây, Trung Quốc
- Phía tây giáp huyện Bình Gia
- Phía nam giáp huyện Văn Quan
- Phía bắc giáp huyện Tràng Định.

Huyện Văn Lãng có diện tích 561 km², dân số năm 2018 là 54.800 người, dân số năm 2019 là 49.696 người. Huyện ly là thị trấn Na Sầm nằm trên đường quốc lộ 4, cách thành phố Lạng Sơn khoảng 30 km về hướng tây bắc, cách thành phố Cao Bằng 95 km về hướng đông nam và cách Cửa khẩu Quốc tế Hữu Nghị 15 km về hướng tây bắc.

## Hành chính
Huyện Văn Lãng có 17 đơn vị hành chính cấp xã trực thuộc, bao gồm thị trấn Na Sầm (huyện lỵ) và 16 xã: Bắc Hùng, Bắc La, Bắc Việt, Gia Miễn, Hoàng Văn Thụ, Hoàng Việt, Hội Hoan, Hồng Thái, Nhạc Kỳ, Tân Mỹ, Tân Tác, Tân Thanh, Thành Hòa, Thanh Long, Thụy Hùng, Trùng Khánh.

## Lịch sử
Huyện Văn Lãng được thành lập vào ngày 16 tháng 12 năm 1964 trên cơ sở hợp nhất 2 huyện Văn Uyên và Thoát Lãng.
Sau khi thành lập, huyện Văn Lãng bao gồm 2 thị trấn: Na Sầm, Đồng Đăng và 27 xã: An Hùng, Bắc La, Bảo Lâm, Bình Trung, Gia Miễn, Hành Thanh, Hoàng Văn Thụ, Hoàng Việt, Hội Hoan, Hồng Phong, Hồng Thái, Mỹ Cao, Nam La, Nhạc Kỳ, Phú Xá, Phượng Long, Song Giáp, Tân Lang, Tân Tác, Tân Thanh, Tân Việt, Tân Yên, Thành Hòa, Thụy Hùng A, Thụy Hùng B, Trùng Khánh, Trùng Quán.
Năm 1975, hợp nhất 2 tỉnh Cao Bằng và Lạng Sơn thành tỉnh Cao Lạng, huyện Văn Lãng thuộc tỉnh Cao Lạng và đến ngày 29 tháng 12 năm 1978, huyện Văn Lãng thuộc tỉnh Lạng Sơn vừa được tái lập.
Ngày 10 tháng 6 năm 1981, tách 6 xã: Hồng Phong, Phú Xá, Bình Trung, Bảo Lâm, Thụy Hùng A (sau đổi lại xã Thụy Hùng), Song Giáp và thị trấn Đồng Đăng để sáp nhập vào huyện Cao Lộc; sáp nhập xã Hành Thanh và xã Phượng Long thành xã Thanh Long; sáp nhập xã Tân Yên và xã Mỹ Cao thành xã Tân Mỹ; đổi tên xã Thụy Hùng B thành xã Thụy Hùng.
Ngày 21 tháng 11 năm 2019, Ủy ban Thường vụ Quốc hội ban hành Nghị quyết số 818/NQ-UBTVQH14 về việc sắp xếp các đơn vị hành chính cấp xã thuộc tỉnh Lạng Sơn (nghị quyết có hiệu lực từ ngày 1 tháng 1 năm 2020). Theo đó:
- Sáp nhập xã Nam La vào xã Hội Hoan
- Giải thể 3 xã Tân Lang, Tân Việt và Trùng Quán
- Sáp nhập thôn Thanh Hảo và một phần thôn Bó Củng thuộc xã Tân Lang, 7 thôn: Đoàn Kết, Lũng Thuông, Tồng Kịt, Nà Mành, Nà Liệt, Lũng Vài, Bản Vạc thuộc xã Trùng Quán, 4 thôn: Nà Cạn, Khòn Búm, Bó Mịn, Nà Là và một phần thôn Bản Quan thuộc xã Tân Việt cùng với toàn bộ xã An Hùng thành xã Bắc Hùng
- Sáp nhập 5 thôn: Kéo Van, Pò Lâu, Tà Coóc, Khun Roọc, Bản Làng và một phần thôn Bó Củng thuộc xã Tân Lang, 6 thôn: Pàn Kinh, Nà Chồng, Pà Danh, Bản Gioong, Khun Gioong, Nà Chi thuộc xã Trùng Quán, 2 thôn: Nà Lẹng, Pá Mỵ và một phần thôn Bản Quan thuộc xã Tân Việt thành xã Bắc Việt
- Sáp nhập 3 thôn: Tân Hội, Nà Cưởm, Nà Chà thuộc xã Tân Lang và 5 thôn: Thâm Mè A, Thâm Mè B, Khun Slam, Nà Khách, Lũng Cùng thuộc xã Hoàng Việt vào thị trấn Na Sầm.

Huyện Văn Lãng có 1 thị trấn và 16 xã trực thuộc như hiện nay.

## Kinh tế
Toàn huyện có tổng số 44 trường học, 6 cụm chợ chính là chợ Na Sầm, chợ Tân Thanh, chợ Nà Hình, chợ Hoàng Văn Thụ và chợ Hội Hoan.
Huyện có chợ biên giới với Trung Quốc, nổi tiếng nhất là chợ cửa khẩu Tân Thanh. Huyện có ngọn núi cao là Khâu Khú thuộc xã Thanh Long, với độ cao khoảng 800m so với mặt nước biển.

## Danh nhân
Đây là quê hương của Hoàng Văn Thụ, một nhà cách mạng Việt Nam.